# Villers-le-Sec (Moza)
Villers-le-Sec – miejscowość i gmina we Francji, w regionie Grand Est, w departamencie Moza.
Według danych na rok 1990 gminę zamieszkiwało 155 osób, a gęstość zaludnienia wynosiła 22 osób/km² (wśród 2335 gmin Lotaryngii Villers-le-Sec plasuje się na 890. miejscu pod względem liczby ludności, natomiast pod względem powierzchni na miejscu 829.).

## Historia
W połowie XIX wieku Villers-le-Sec liczyło ponad 500 mieszkańców, przy czym w okolicy wioski funkcjonowała kopalnia żelaza. Obecnie leśnictwo stanowi istotny zasób tego obszaru. Jedyną przemysłową działalnością, która przetrwała do dzisiaj, jest destylarnia specjalizująca się w produkcji brandy z mirabelek w okresie niskiego sezonu.